# Mistrzostwa Europy w Strzelaniu do Rzutków 1960
Mistrzostwa Europy w Strzelaniu do Rzutków 1960 – piąte mistrzostwa Europy w strzelaniu do rzutków. Odbyły się one w dwóch miastach: Paryżu i Barcelonie.
Rozegrano sześć konkurencji, w tym dwie dla kobiet. W turnieju wystąpili także zawodnicy spoza kontynentu europejskiego. W klasyfikacji medalowej najlepsi okazali się reprezentanci Francji.

## Klasyfikacja medalowa
Gospodarze mistrzostw
| Pozycja | Kraj              | Złoto | Srebro | Brąz | Łącznie |
| ------- | ----------------- | ----- | ------ | ---- | ------- |
| 1       | Francja           | 2     | 1      | 1    | 4       |
| 2       | Włochy            | 2     | 1      | 0    | 3       |
| 3       | Kanada            | 1     | 1      | 0    | 2       |
| 4       | Grecja            | 1     | 0      | 0    | 1       |
| 5       | Belgia            | 0     | 2      | 1    | 3       |
| 6       | Wielka Brytania   | 0     | 1      | 1    | 2       |
| 7       | Liban             | 0     | 0      | 1    | 1       |
| 7       | Stany Zjednoczone | 0     | 0      | 1    | 1       |

## Wyniki

### Mężczyźni
| Konkurencja      | Złoto                                 | Wynik    | Srebro          | Wynik    | Brąz            | Wynik         |
| Skeet            | P.A. Gilchrist                        | 148 pkt. | Ludo Geuens     |          | Claude Foussier |               |
| Skeet, drużynowo | Francja Claude Foussier ...           |          | Kanada          |          | Nie przyznano   | Nie przyznano |
| Trap             | Luigi Rossi                           | 195 pkt. | Daniele Ciceri  | 193 pkt. | Joseph Wheater  |               |
| Trap, drużynowo  | Włochy Luigi Rossi Daniele Ciceri ... |          | Wielka Brytania |          | Liban           |               |

### Kobiety
| Konkurencja | Złoto            | Wynik | Srebro           | Wynik | Brąz                  | Wynik |
| Skeet       | Lucette Derosier |       | Françoise Vormus |       | Nina Geuens           |       |
| Trap        | Olga Dzawara     |       | Marie Préaux     |       | Patricia Kirk-Johnson |       |